# Jörg Zirwes
Jörg Zirwes (* 20. März 1968 in Zell an der Mosel) ist ein deutscher Politiker (AfD). Über Platz 7 der Landesliste der AfD Rheinland-Pfalz zog er in den 21. Deutschen Bundestag ein.

## Leben
1984 schloss Zirwes die Realschule Zell/Mosel mit der Mittleren Reife ab. Von 1984 bis 1988 machte er eine Handwerkslehre und ein Gesellenjahr.
Von 1988 bis 2023 war er Zeit- und Berufssoldat (Oberstabsfeldwebel a. D.). Es gab Verwendungen bei der Heeresflugabwehr; Panzergrenadier- und Jägertruppe (DF-Brigade), an der Heeresunteroffizierschule, beim Heeresamt und dem Amt für Heeresentwicklung, sowie beim Kommando CIR.
Er war an Auslandseinsätzen im ehemaligen Jugoslawien und Afghanistan beteiligt.
Zirwes ist Mitglied des Deutschen Bundeswehrverbandes und im Volksbund Deutsche Kriegsgräberfürsorge.

### Politik
Im Oktober 2017 trat Zirwes in die AfD ein. Er ist Kreisvorsitzender der AfD-Cochem-Zell, Fraktionsvorsitzender im Kreistag Cochem-Zell, Fraktionsvorsitzender in der Heimatgemeinde Blankenrath und Ausschussmitglied in verschiedenen kommunalen Ausschüssen.

## Auszeichnungen
- Ehrenkreuz der Bundeswehr in Bronze
- Ehrenkreuz der Bundeswehr in Gold